# ريد موراي
ريد موراي (بالإنجليزية: Red Murray)‏ هو لاعب كرة قاعدة أمريكي، ولد في 4 مارس 1884 في Arnot, Pennsylvania ‏ في الولايات المتحدة، وتوفي في 4 ديسمبر 1958 في ساير في الولايات المتحدة بسبب ابيضاض الدم.

## وصلات خارجية
- ريد موراي على موقعبيزبول رفرنس.كوم (الدوري الرئيسي) (الإنجليزية)
- ريد موراي على موقعبيزبول رفرنس.كوم (الدوري الثانوي) (الإنجليزية)